# Przemysławka

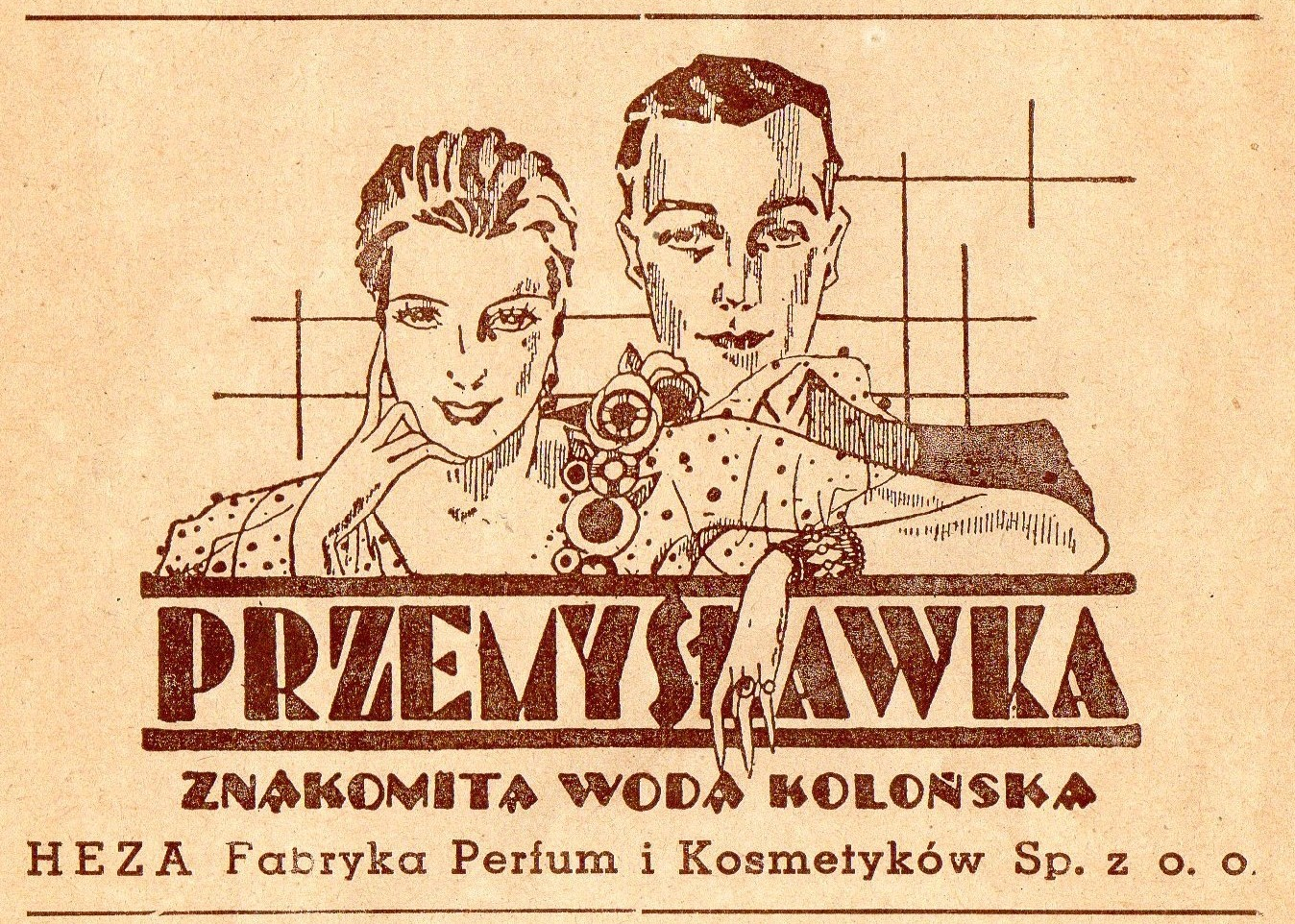
Reklama z 1947

Przemysławka – polska woda kolońska, produkowana przez poznańskie zakłady Pollena-Lechia i sprzedawana w szklanych buteleczkach z plastikowym zakręcanych korkiem. Istniała już przed drugą wojną światową, popularna w okresie PRL. 
Przemysławka została zdetronizowana przez wodę Brutal, produkowaną od końca lat 70. w oparciu o francuskie półprodukty.
W 1998 roku Przedsiębiorstwo Farmaceutyczno-Chemiczne „Synteza” w Poznaniu zakupiło od Beiersdorf-Lechia S.A. prawa do technologii, receptury oraz marek lakierów do włosów, wód kolońskich i płynów po goleniu. Na etykietach tylnych wciąż znajduje się znak Polleny-Lechii i dopisek: Wyprodukowano według technologii i receptury Lechia S.A. Poznań.
Kosmetyk został wspomniany w humorystycznej piosence Wojciecha Młynarskiego z lat 60. XX w. pt. Światowe życie (W krąg „Przemysławki” europejski zapach czujesz...). Pojawiał się także w słuchowisku radiowym Rodzina Poszepszyńskich oraz w 13 odcinku serialu Czterdziestolatek jako środek odkażający przed zabiegiem stawiania baniek.